# 신지역
신지역(일본어: 宍道駅)은 일본 시마네현 마쓰에시에 있는 서일본 여객철도의 역이다. 산인 본선을 소속역으로 하고 있어, 이 역을 기점으로 하는 기스키 선을 더해서 2개 노선이 상호 운행되고 있다. 단선 · 섬식의 형태를 합친 복합 구조의 철도 역사이다.

## 타는 곳
| 플랫폼 | 노선        | 방향   | 행선지                                    | 비고                   |
| ------ | ----------- | ------ | ----------------------------------------- | ---------------------- |
| 1      | ■ 산인 본선 | 상행선 | 마쓰에 · 요나고 · 돗토리 · 오카야마 방면  | 통상은 이 승강장       |
| 1      | ■ 산인 본선 | 하행선 | 이즈모시 · 하마다 방면                    | 통상은 이 승강장       |
| 2      | ■ 산인 본선 | 하행선 | 이즈모시 · 하마다 방면                    | 주로 교차할 때         |
| 3      | ■ 기스키 선 | -      | 기스키 · 이즈모요코타 · 빈고오치아이 방면 |                        |
| 3      | ■ 산인 본선 | 하행선 | 이즈모시 · 하마다 방면                    | 일부 열차만            |
| 3      | ■ 산인 본선 | 상행선 | 마쓰에 행                                 | 기스키 선부터의 직통만 |

## 이용 현황
| 연도   | 하루 평균 승차 인원 |
| 1999년 | 652명               |
| 2000년 | 635명               |
| 2001년 | 597명               |
| 2002년 | 581명               |
| 2003년 | 573명               |
| 2004년 | 553명               |
| 2005년 | 562명               |
| 2006년 | 532명               |
| 2007년 | 514명               |
| 2008년 | 523명               |
| 2009년 | 505명               |
| ------ | ------------------- |

## 역 주변
- 산인합동은행
- 시마네 신용금고

## 인접 정차역
| 서일본 여객철도 산인 본선 | 서일본 여객철도 산인 본선                            | 서일본 여객철도 산인 본선    |
| ------------------------- | ---------------------------------------------------- | ---------------------------- |
| 마쓰에 요나고] 방면       | □ 쾌속 '통근 라이너'                                 | 쇼바라 마스다 방면           |
| 기마치 요나고 방면        | □ 쾌속 '아쿠아 라이너' □ 쾌속 '돗토리 라이너' ■ 보통 | 쇼바라 마스다 방면           |
| 서일본 여객철도 기스키 선 |                                                      |                              |
| 시·종착역                 | ■ 기스키 선                                          | 미나미신지 빈고오치아이 방면 |